# 第五共和国運動
第五共和国運動（だいごきょうわこくうんどう、Movimiento V RepúblicaまたはMovimiento Quinta República、MVR）は、1997年にウゴ・チャベスによって結成されたベネズエラの左翼政党である。人道主義・社会主義・民族主義の要素を併せ持つボリーバル主義（シモン・ボリーバルの思想を基盤とする）をイデオロギーとする。1998年以降チャベス大統領の最大与党であった。

## 概要
第五共和国運動の前身は、チャベスが1982年に軍内部の同志とともにひそかに結成した革命的ボリバリアーノ運動200（Movimiento Bolivariano Revolucionario 200, MBR-200）である。1992年、チャベスを中心として、当時のペレス大統領の進める新自由主義政策に反対して武装蜂起を行うが失敗し、チャベスはじめ200名の将校が逮捕された。これを機にMBR-200はその存在を公然化し、チャベスが釈放されたのち、合法的な政党活動に転じた。しかし支持が急増し始めた1997年、ベネズエラで政党名に「ボリーバル」の名を冠することを禁止する法律が制定されたため、党名を第五共和国運動に変更した。
チャベスが大統領選挙に立候補を表明すると、第五共和国運動は、社会主義運動（Movimiento al Socialismo, MAS）・みんなの祖国（Patria Para Todos, PPT）・人民選挙運動（Movimiento electoral del pueblo, MEP）・ベネズエラ共産党（Partido Comunista de Venezuela, PCV）などとともに、愛国極（Polo Patrio'tico）と称する政党連合を結成した。98年11月の国会選挙で愛国極は第2党に躍進、続く12月の大統領選挙で大差でチャベスが大統領に当選した。
その後、副大統領を務めていたルイス・ミキレナが激務を理由に引退し、反政府派に転向、さらに共闘相手の社会主義運動がチャベス支持派と反対派に分裂して、反対派が愛国極から離脱するなど、党内および連合内で一部の離脱者が出ているが、依然としてチャベス大統領の人気は極めて高い。
「第五共和国」とは、ベネスエラの歴史においては四つの共和政体が存在し、かつて南米北部に存在した統一国家グラン・コロンビア（現在のベネズエラ・コロンビア・パナマ・エクアドルにあたる）の歴史において、カラカス市参事会による1811年から12年までをベネスエラ第一共和国（愚か者の共和国）、ボリーバルが再建した1813年-14年をベネスエラ第二共和国、ボリーバルがまたも再建し、ベネスエラがグラン・コロンビアの一部となった1821年-30年をベネスエラ第三共和国と称し、これに続いてグラン・コロンビアが瓦解してベネズエラが独立した1830年以来チャベス当選まで続いた政治体制が「ベネスエラ第四共和国」とされていたことから、この政治体制を打倒してベネズエラ史上五代目の新しい政治体制を構築する、という意味が込められている。
なお、2006年12月の大統領選で再選されたチャベス大統領は、与党各党を統合した新しい単一政党、ベネズエラ統一社会党（Partido Socialista Unido de Venezuela）の結成を発表し、第五共和国運動もその役割を終えると発言した。